# Краков ам Зе
Краков ам Зе (њем. Krakow am See) град је у њемачкој савезној држави Мекленбург-Западна Померанија. Једно је од 62 општинска средишта округа Гистров. Према процјени из 2010. у граду је живјело 3.437 становника. Посједује регионалну шифру (AGS) 13053043.

## Географски и демографски подаци
Краков ам Зе се налази у савезној држави Мекленбург-Западна Померанија у округу Гистров. Град се налази на надморској висини од 50 метара. Површина општине износи 87,1 km². У самом граду је, према процјени из 2010. године, живјело 3.437 становника. Просјечна густина становништва износи 39 становника/km².

## Међународна сарадња
| Мјесто | Држава | Врста сарадње | Од    |
| ------ | ------ | ------------- | ----- |
| Ујшће  | Пољска | партнерство   | 1996. |
| Извор  |        |               |       |